# セルリアンタワー
セルリアンタワー（Cerulean Tower）は、東京都渋谷区桜丘町26-1にある超高層複合ビル。1950年から1992年まで東京急行電鉄（現：東急株式会社）本社があった土地に建設され、2001年3月竣工、4月にオープンした。レストラン、オフィス、ホテルなどで構成される。

## 概要
1990年代に入ると渋谷は、コギャルやガングロといった若者文化の発信地として持て囃されたが、その一方でファミリー層や中高年層など大人にとっては以前と比べ訪れにくい街となり、地元も「購買力の高い客層を他の地域に奪われている」と危機感を募らせていた。東急ではそうした声も踏まえ、新宿や品川に比べて圧倒的に少ないホテルやオフィスを作り「大人の街・渋谷を復権し、幅広い年代の集まる渋谷に変えていこう」との構想に則り、セルリアンタワーは計画された。
名称の「セルリアン」は”青空色の”という英語で「青空のように、爽やかで快い空間でありたい」「世界の人々が空を共有するように、グローバルに日本と世界を繋ぐ国際交流の拠点でありたい」という願いが込められ、「美しい生活環境を創造する」という東急グループの企業理念を反映させた。
外観は高層部はオフィス、ホテル基準階ともに正方形から渋谷駅に面する三角形を切り取った平面形から成り立ち、全体を単一窓のベーシックなデザインとし、駅側のファサードを横連層の窓で強調することで、渋谷駅への軸線を強調するととともに、副都心渋谷のシンボルとしてふさわしい独自性のあるデザインとした。低層部は街並みに調和し歩行者に圧迫感を与えないスケールでデザインされている。
地下6階・地上41階、高さ184ｍ、延床面積106,000㎡で構成される建物は、2019年11月開業の渋谷スクランブルスクエア東棟が完成するまで、渋谷における最高層建築であった。中層4階から16階はオフィスおよびレストラン、低層の地下2階から地上3階、高層19階から40階は、東急ホテルズのフラッグシップであるセルリアンタワー東急ホテル（客室数411室）が入居し、成田空港・羽田空港間のリムジンバス（東京空港交通）もホテル車寄せから発着している。
渋谷インフォスタワーと共に渋谷ビットバレー界隈の一翼とされたオフィスには、GMOインターネットグループ、マスターカードインターナショナル日本法人の本社などが入居。以前はGoogleの日本法人もオフィスを構えていたが、手狭になったため六本木ヒルズに移転した。しかし、2018年に渋谷ストリームが完成するとオフィスを移転。渋谷に戻ってきている。

## セルリアンタワー東急ホテル
東急ホテルのラグジュアリークラスとして開業。東急ホテルズが100%出資するセルリアンタワー東急ホテルが運営する。 
地下2階に「能楽堂」があり、日本の伝統芸能を楽しめるほか、毎年10月の竜王戦七番勝負第1局の舞台にもなっている（2017年・第30期より）。2階にはライブ演奏が楽しめるジャズスポット「JZ・Brat」、3階にはプールとジムのついたフィットネスクラブ・エステティックサロン等も設けた。国際予約システムは、コンコルド・ホテル・アンド・リゾーツに加盟。
- 部屋数・収容人員：411室[2]・744名
- 施設：料飲施設8店舗、宴会場、結婚式場、会議室、美容・着付室、衣裳室、写真室、フィットネス、エステティックサロン、能楽堂、ジャズクラブ、キッズルーム、ティースケアサロン、ビジネスサロン、エグゼクティブサロン、リムジンバスのりば（羽田・成田空港行き）
- チェックイン14時、チェックアウト12時

### 沿革
- 2001年（平成13年）
  - 4月20日 ホテルと一部の飲食店が開業[2]。
  - 5月24日 全面開業[2]。
- 2007年（平成19年）9月 改装。

### 受賞歴
- ミシュランガイド日本語版 
  - 2007年（平成19年）11月20日発売。2008年版の「東京2008」の快適なホテル格付け順で、「黒い家マーク4つ」を獲得
  - 2008年（平成20年）1月21日発売。2009年版の「東京2009」の快適なホテル格付け順で、「黒い家マーク4つ」を獲得
  - 2009年（平成21年）11月20日発売。2010年版の「東京2010」の快適なホテル格付け順で、「黒い家マーク4つ」を獲得
  - 2010年（平成22年）11月27日発売。2011年版の「東京・横浜・鎌倉2011」の快適なホテル格付け順で、「黒い家マーク4つ」を獲得
  - 2011年（平成23年）12月2日発売。2012年版の「東京・横浜・湘南2012」の快適なホテル格付け順で、「黒い家マーク4つ」を獲得
- エクスペディア
  - 「エクスペディア・インサイダーズ・セレクト2008」で、世界6位（国内1位）
  - 「エクスペディア・インサイダーズ・セレクト2011」で、世界13位（国内2位）

## 問題
2025年4月17日、セルリアンタワーなど都内の大手ホテルを運営する15社が「Front　Reservation会」と呼ばれる会合にて客室単価などの内部情報を共有していたことがわかり、公正取引委員会が独占禁止法違反（不当な取引制限）の疑いで警告を出す方針を固めたことがわかった。

## ギャラリー

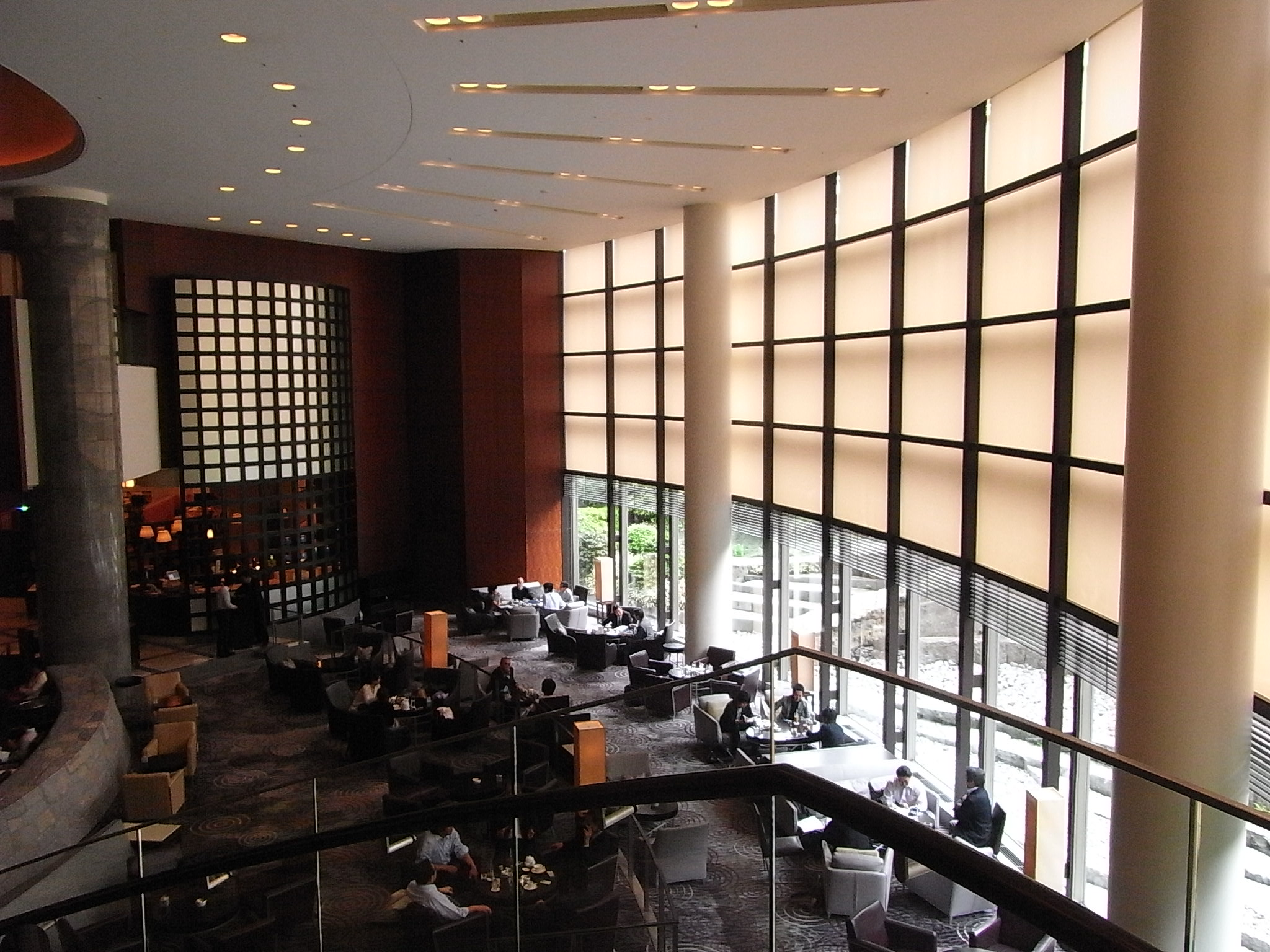
メインホテルロビー（2009年5月8日撮影）
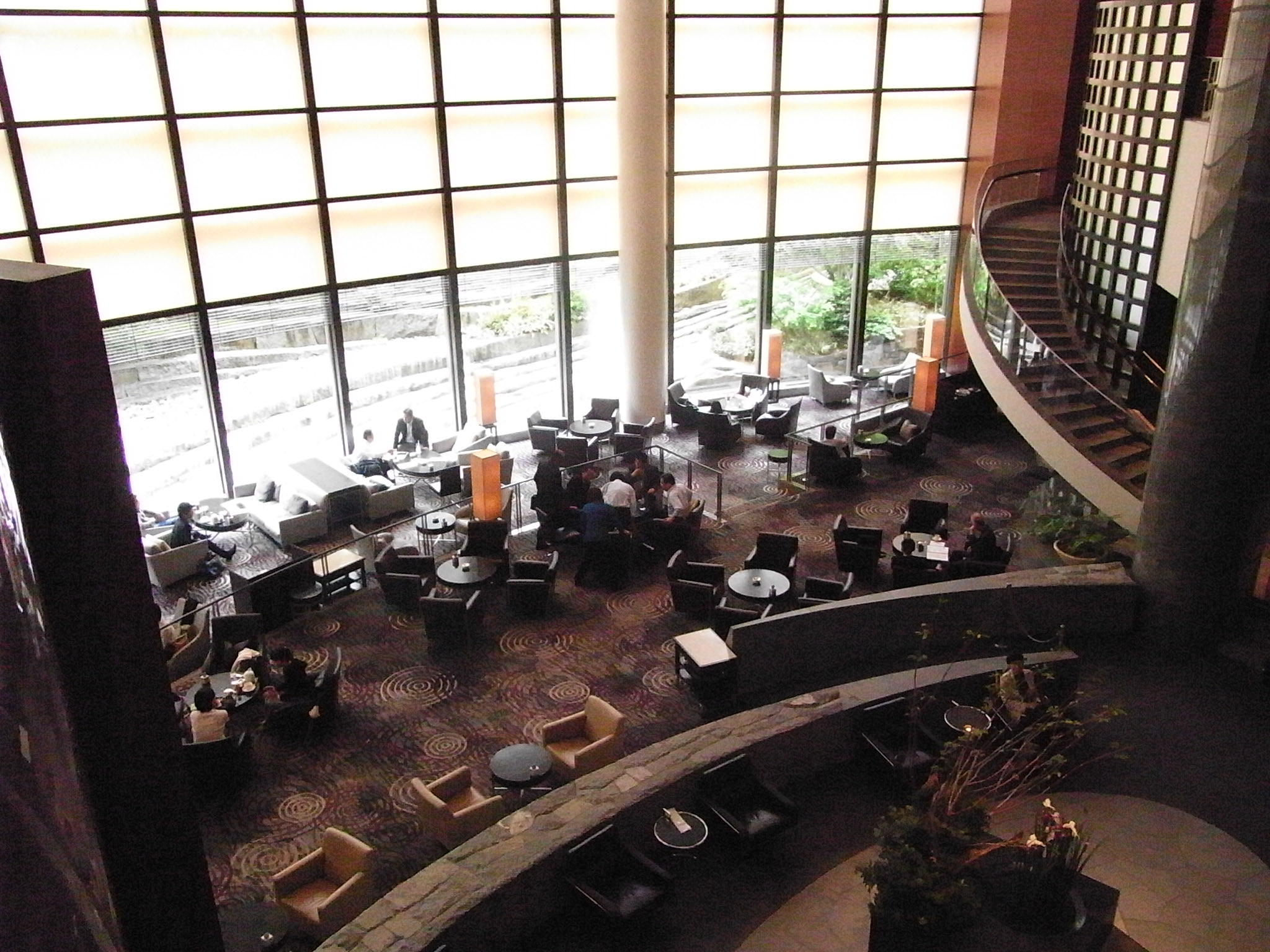
メインロビー（2009年5月8日撮影）
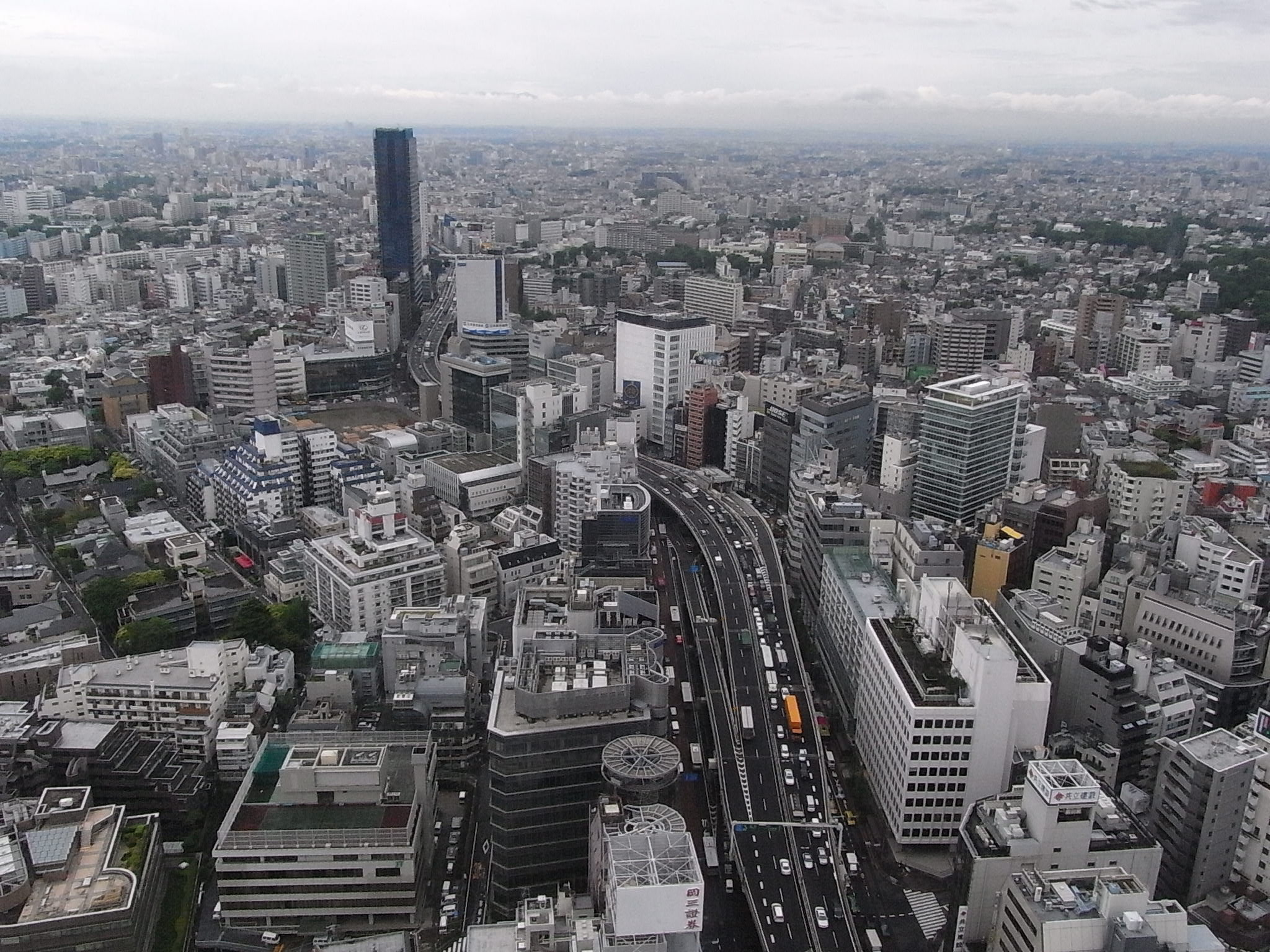
タワーズサロンより首都高速3号渋谷線を見る（2009年5月8日撮影）
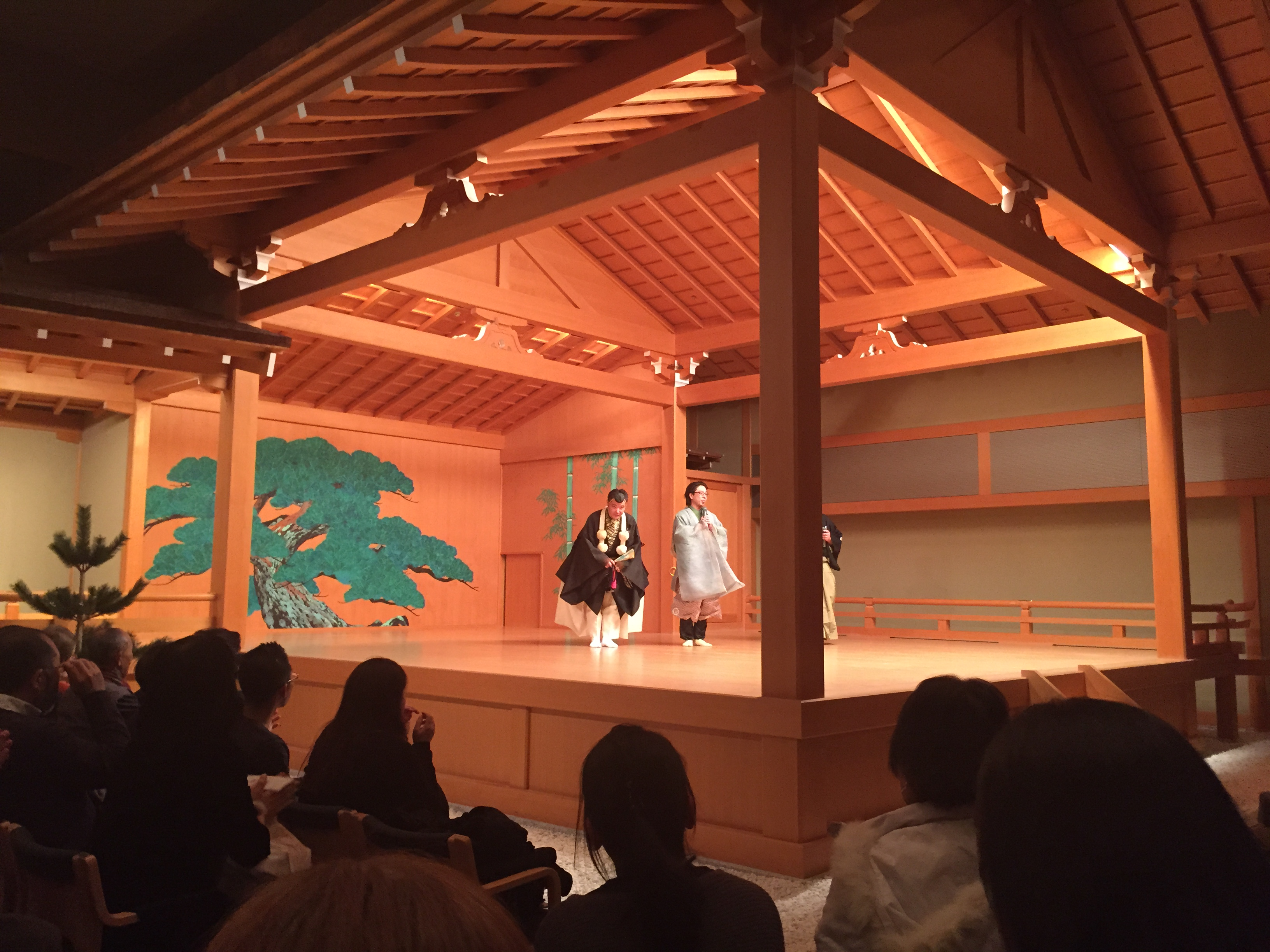
能楽堂（地下2階）